# Рейтер, Габриэль
Габриэль Элис Каролина Александрина Рейтер (нем. Gabriele Elise Karoline Alexandrine Reuter; 8 февраля 1859, Александрия — 16 ноября 1941, Веймар, Тюрингия) — немецкая писательница и журналистка; правнучка германской поэтессы Филиппины Энгельхард.

## Биография
Габриэль Элис Каролина Александрина Рейтер родилась 8 февраля 1859 года в городе Александрия в Египте, где её отец-предприниматель вёл международную торговлю в сфере текстильной промышленности. Детство она провела частично у родственников матери в Дессау (1864–1869), частично в Александрии (1869–1872). После возвращения семьи в Германию в 1872 году её отец умер. Ройтер в течение года посещала школу, но затем семья потеряла всё свое состояние из-за общего спада в международной торговой системе и мошенничества при ликвидации бизнеса её отца, и они переехали в небольшую квартиру в Хальденслебене.

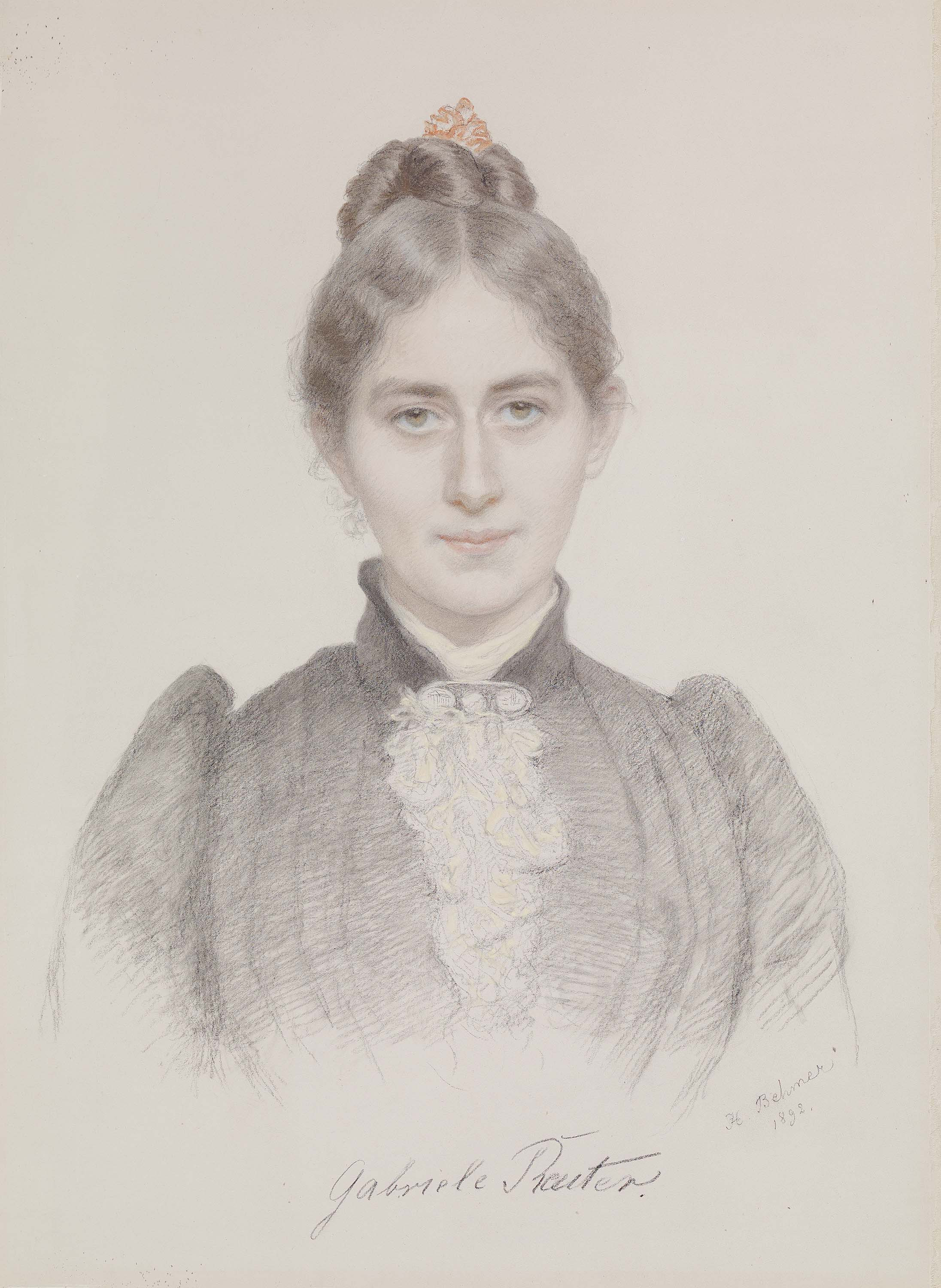
Г. Рейтер в 1892 году

Ответственность за младших братьев и впавшую в депрессию мать привела к тому, что Габриэле Рейтер стала необычайно независимой в раннем возрасте. Финансовые проблемы также привели к тому, что она, будучи ещё совсем молодой женщиной, использовала свой писательский талант в качестве источника дохода, чтобы содержать семью.
В 1875—1876 гг появились её первые литературные публикации в местных газетах. За ними последовали традиционно написанные романы с экзотическим привкусом. Деньги, которые Рейтер заработала на этих публикациях, пошли на финансирование переезда семьи в Веймар в 1879 году, где она попыталась зарекомендовать себя как молодой писатель. К концу 1880-х или началу 1890-х она впервые самостоятельно поехала в Берлин, Вену и Мюнхен, на различные конференции писателей и познакомилась с другими художниками того времени, в том числе с анархистом и поэтом Джоном Генри Маккеем, с которым у неё была потом продолжительная дружба и с норвежским драматургом Генриком Ибсеном.
В 1890 году Г. Рейтер переехала с матерью в Мюнхен, желая стать частью литературного богемного движения. Она присутствовала на церемонии основания «Общества современной жизни» Джорджа Майкла Конрада. Согласно её автобиографии «От ребенка к взрослому» (1921), Рейтер здесь пришла в голову идея своего успешного романа «Из хорошей семьи».
В 1891 году её мать заболела, и Рейтер была вынуждена вернуться с ней в Веймар. Там она в последующие годы завела новый круг друзей (включая Ганса Ольдена и его жену Грету, Рудольфа Штейнера и Эдуарда фон дер Хеллена) и прочитала множество произведений Фридриха Ницше, Артура Шопенгауэра и Эрнста Геккеля. Она познакомилась с организацией «Свободная сцена» (нем. Free Stage) в Берлине и кружком Фридрихсхагенера, а также с другими, включая будущего лауреата Нобелевской премии по литературе Герхарта Гауптмана, Отто Эриха Хартлебена, Эрнста фон Вольцогена и через Маккея вышла на издателя Самуэля Фишера, который в конце 1895 года опубликовал её роман: «Из хорошей семьи» (нем. «Aus guter Familie»). Роман имел огромный успех и вызвал бурные дебаты в литературных журналах и феминистских брошюрах; Рейтер стала знаменита за одну ночь.

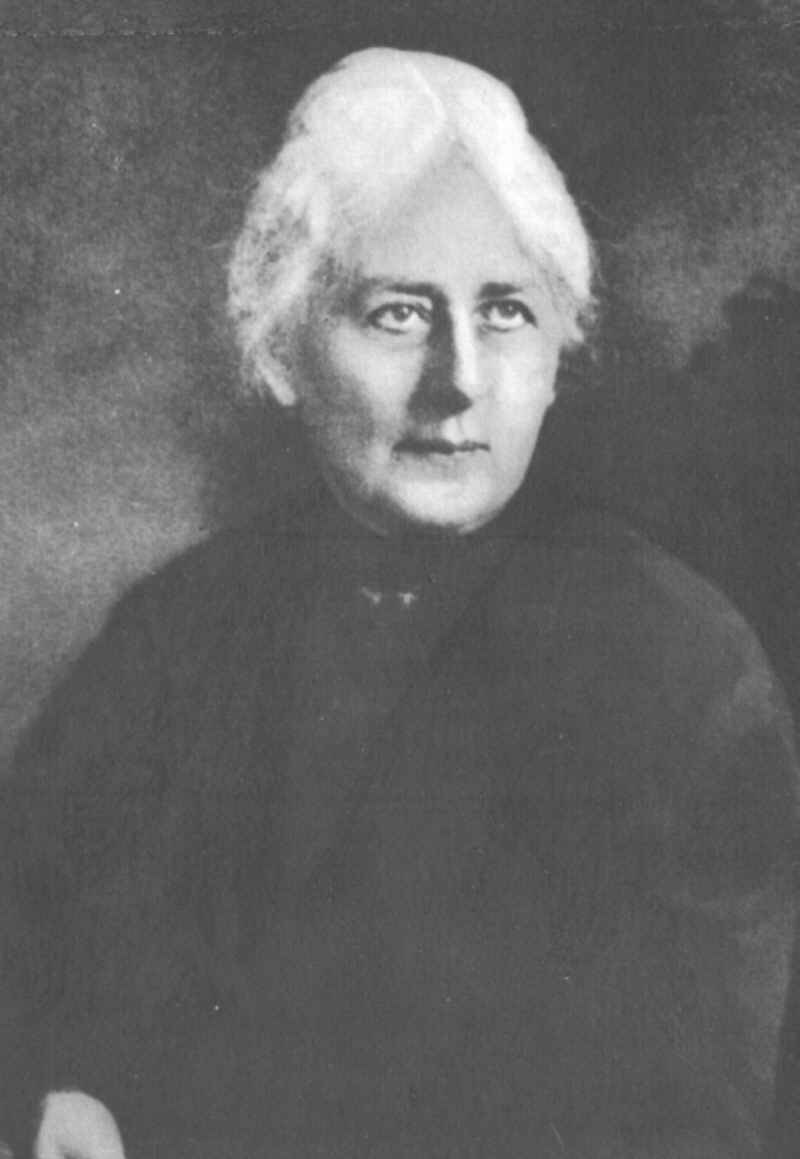
Г. Рейтер в 1918 году

Вскоре она вместе с матерью вернулась в Мюнхен, так как один из её братьев начал там врачебную практику. 28 октября 1897 года Рейтер родила в Эрбахе внебрачную дочь Элизабет (Лили). Отцом был Бруно Руттенауэр, что не было общеизвестно и раскрылось в статье Ульриха Хауэра «Габриэл Рейтер». 
Расовые законы нацистской Германии требовали раскрытия всех предков Элизабет, а отцовство было отмечено в органах записи актов гражданского состояния Эрбаха. Обстоятельства её беременности и родов, возможно, повлияли на её роман «Дом слез».
В 1899 году Габриэль Рейтер переехала в германскую столицу. За тридцать лет, которые она прожила там, она опубликовала множество романов, рассказов, детских книг и эссе, посвященных теме конфликта между полами и поколениями. Рейтер хвалили за её прекрасные психологические изображения и считали «поэтом женской души». Её роман «Дом слез» (1908), в котором она описала довольно тяжелые условия в доме для незамужних беременных женщин, вызвал новый скандал. После окончания Первой мировой войны она работала обозревателем в «Neue Freie Presse», а в последние годы жизни — рецензентом в «New York Times».
В 1929 году Габриэль Элис Каролина Александрина Рейтер вернулась в Веймар в возрасте семидесяти лет, где и умерла 16 ноября 1941 года, во время Второй мировой войны.